# Presečno
Presečno es una localidad de Croacia situada en la ciudad de Novi Marof, condado de Varaždin. Según el censo de 2011, tiene 893 habitantes.

## Geografía
Está ubicada a una altitud de 204 m s. n. m., a 72,4 km de la capital nacional, Zagreb.

## Demografía
| Gráfica de población de Presečno 1857-2011                             |
|                                                                        |
| Según los censos de población de la Oficina de Estadísticas de Croacia |